# Chrissi Buchmasser
Chrissi Buchmasser (* 1989) ist eine österreichische Kabarettistin.

## Leben
Buchmasser wuchs in Straden in der Steiermark auf, später übersiedelte sie nach Graz.
Ihr Kabarett-Debüt gab sie 2021 im Rahmen des Kabarettwettbewerbs Grazer Kleinkunstvogel, wo sie mit dem Publikumspreis ausgezeichnet wurde. Bei der Ennser Kleinkunstkartoffel belegte sie im Februar 2022 den zweiten Platz.
Im Oktober 2022 feierte sie mit ihrem Soloprogramm Braves Kind im Theatercafé Graz Premiere, mit dem sie unter anderem im Wiener Kabarett Niedermair sowie im Februar 2023 auf ORF III in der Sendung Kabarett im Turm zu sehen war. Im März 2023 wurde sie beim Freistädter Frischling sowohl mit dem Jurypreis als auch dem Publikumspreis ausgezeichnet. Im November 2024 war sie erstmals im Rateteam von Was gibt es Neues?.
Im ORF war sie außerdem unter anderem in der von Hosea Ratschiller präsentierten Sendung Pratersterne sowie der von Gerald Fleischhacker moderierten Satiresendung Die Tafelrunde zu sehen.
Buchmasser ist Mutter zweier Kinder.

## Auszeichnungen
- 2021: Grazer Kleinkunstvogel – Publikumspreis[3]
- 2022: Ennser Kleinkunstkartoffel – 2. Platz[4][5]
- 2023: Freistädter Frischling – Jury- und Publikumspreis[7]